# Estació de la Magòria
L'Estació de la Magòria és un edifici situat a la Gran Via de les Corts Catalanes i el carrer del Moianès, al barri de la Bordeta de Barcelona, catalogat com a bé cultural d'interès local. Actualment allotja un centre cívic.

## Història
Deu el nom a la riera que passava per aquest indret, i fou inaugurada el 19 de desembre del 1912 com a estació terminal de la línia Barcelona-Martorell dels Ferrocarrils Catalans (actual línia Llobregat-Anoia dels Ferrocarrils de la Generalitat de Catalunya).
El 1926, el servei de viatgers es traslladà a l'estació soterrada de la plaça d'Espanya, quedant-hi únicament el de mercaderies fins al seu tancament el 1974. Des d'aleshores, l'edifici va romandre en desús fins a la seva rehabilitació el 2006.

## Descripció
Projectat per l'arquitecte Domènech i Estapà, és de planta rectangular amb un gir a l'extrem dret per tal de situar-hi l'andana i l'entrada i sortida de trens. Consta de dues plantes: la planta baixa amb els usos i espais característics d'una estació i la planta superior concebuda com a habitatge del cap d'estació, que podia accedir-hi a través d'unes escales a l'espai triangular de la cantonada.
Finalment, el conjunt és coronat per una torre-rellotge que marca la verticalitat de l'edifici; element també diferenciador de l'edifici i element atractiu i decorat amb l'ús del maó. Hi ha també altres finestres i portes emmarcades amb maons com la finestra trigeminada sobre la porta principal de l'estació. També utilitza la decoració de ceràmica vidriada en forma de trencadís en l'entrada al restaurant per la torre, a la coberta de la torre-rellotge i ceràmica de color verd en diferents finestres per tal d'afegir un element de policromia.

## Galeria

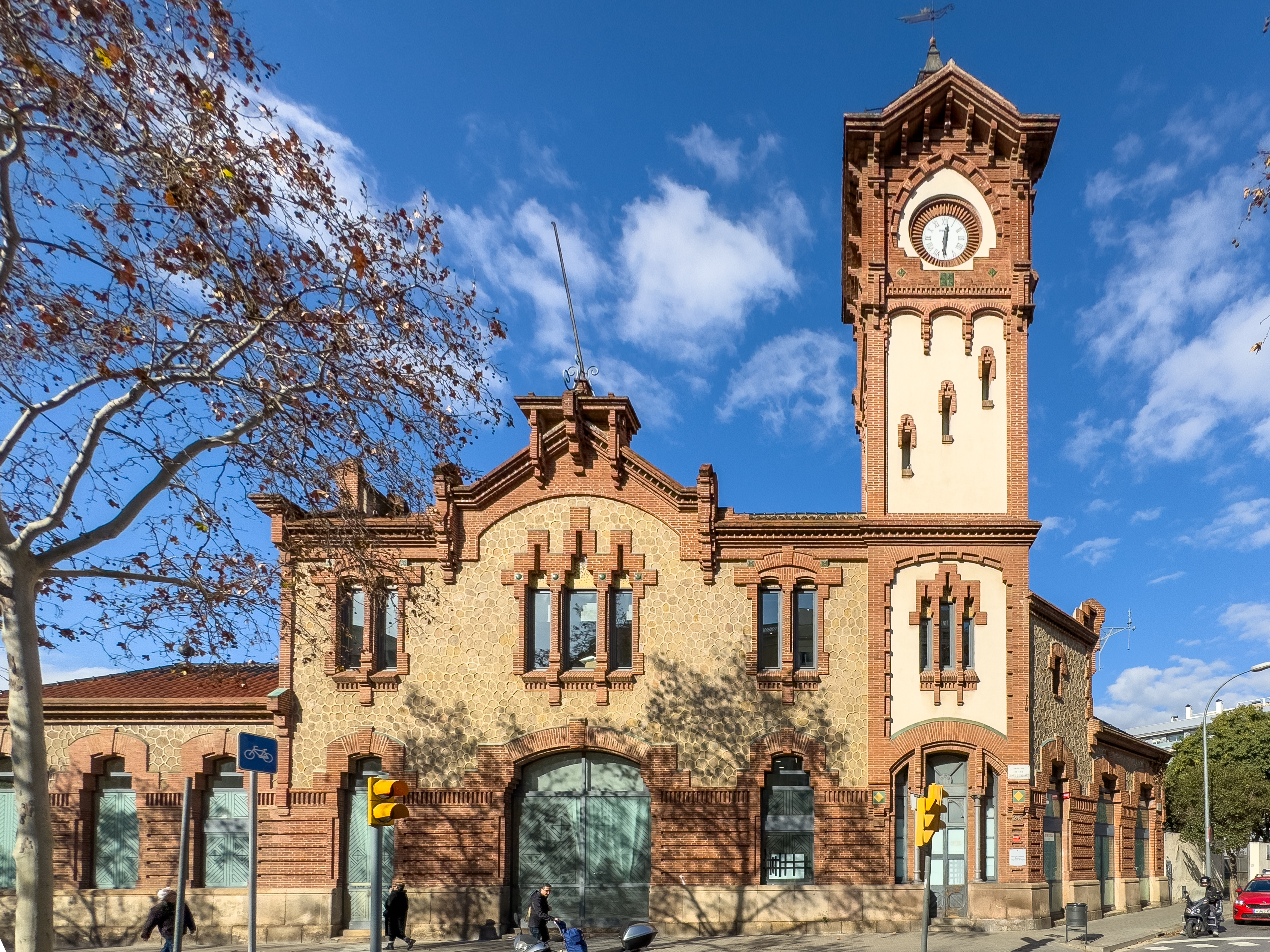
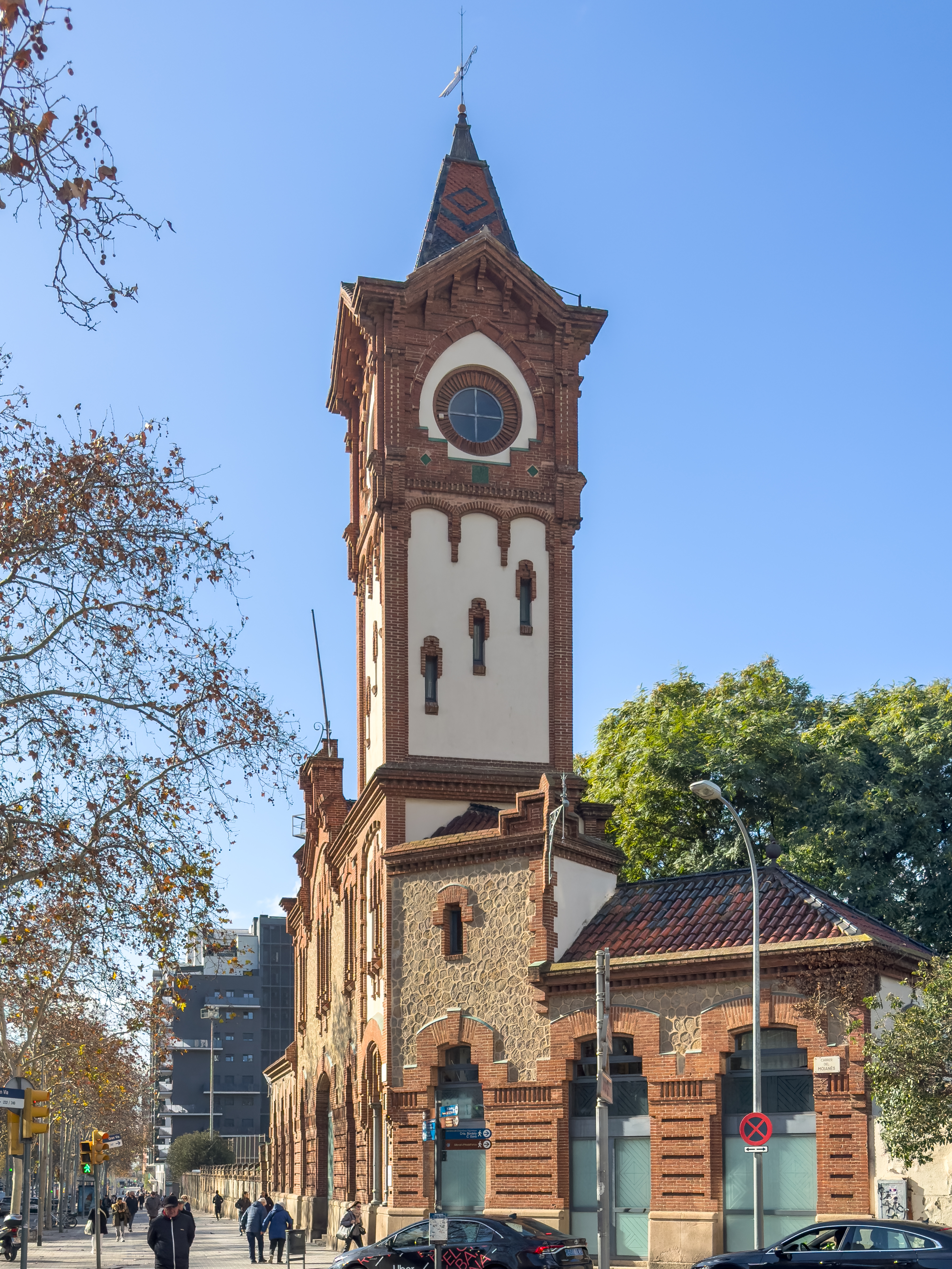
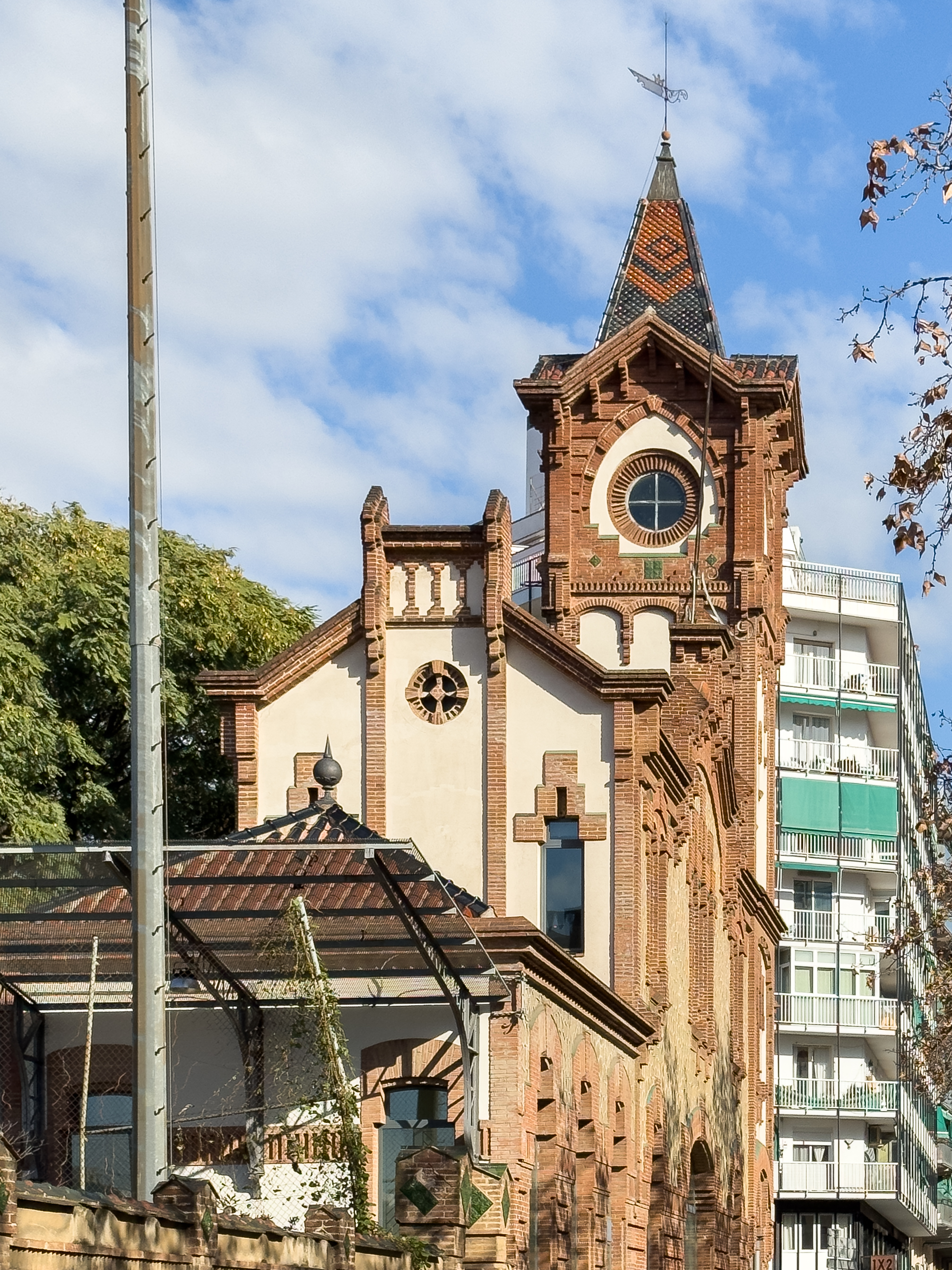
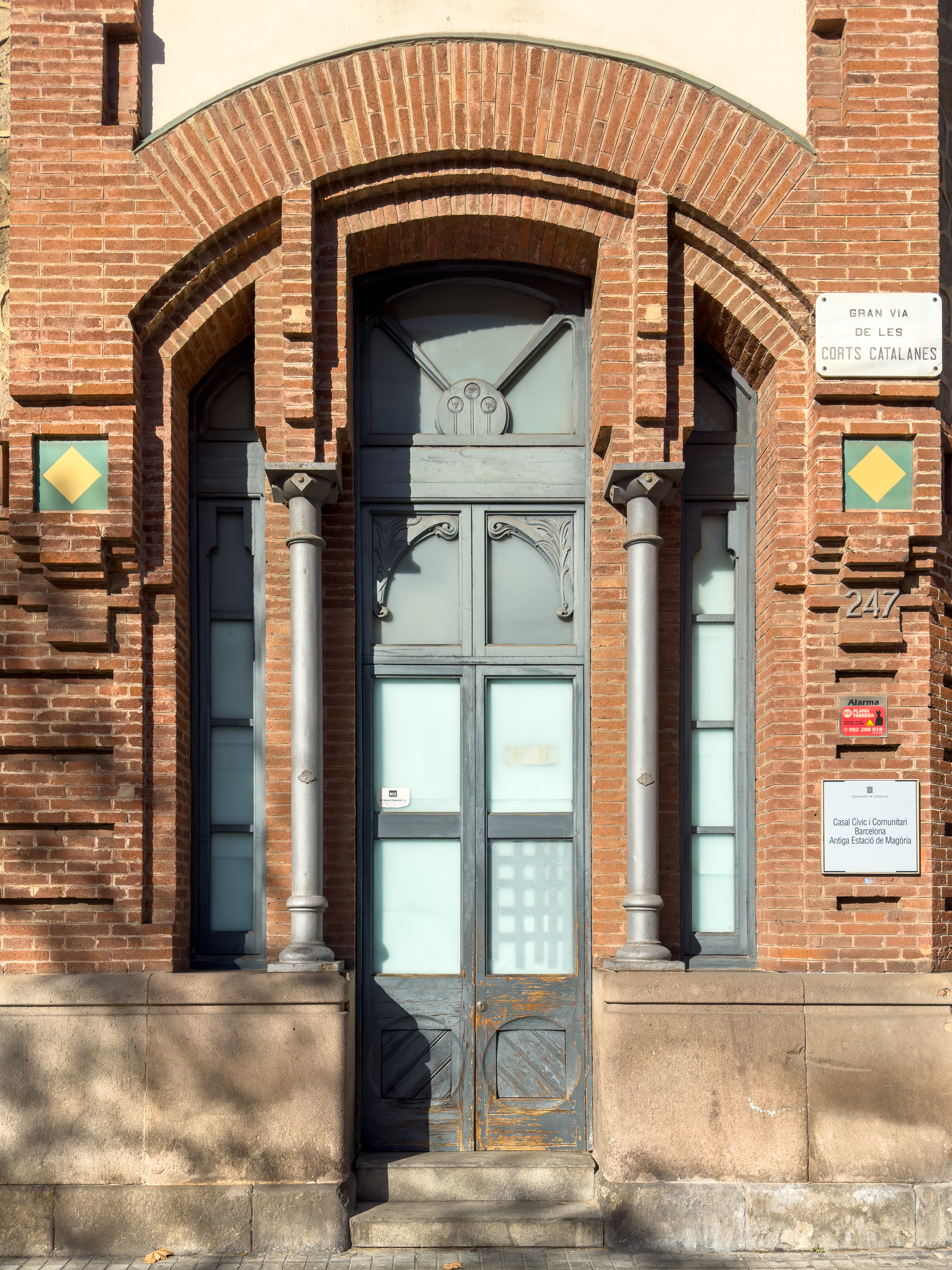
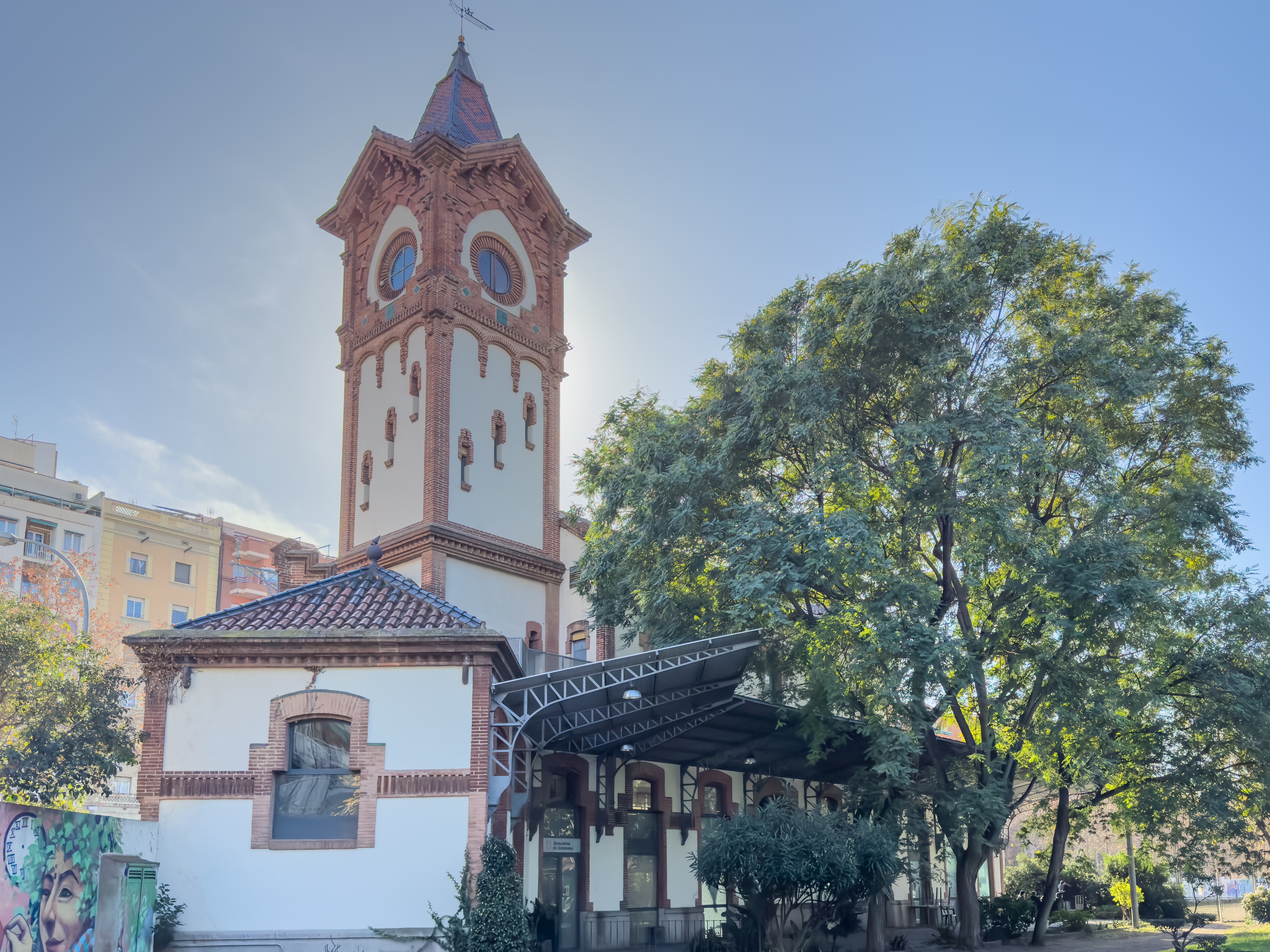